# Brozany nad Ohří
Brozany nad Ohří (německy Brozan, Brotzan) jsou městys v okrese Litoměřice v Ústeckém kraji při levém břehu řeky Ohře, zhruba devět kilometrů jižně od Litoměřic. Žije v něm přibližně 1 300 obyvatel. Jihozápadně od městyse se nachází přírodní rezervace Pístecký les.

## Historie
Obec byla prvně doložena roku 1276. Status městyse z 15. století byl obnoven roku 2007.

## Obyvatelstvo
|                                                        | 1869 | 1880  | 1890  | 1900  | 1910  | 1921  | 1930  | 1950 | 1961 | 1970  | 1980  | 1991  | 2001 | 2011  |
| ------------------------------------------------------ | ---- | ----- | ----- | ----- | ----- | ----- | ----- | ---- | ---- | ----- | ----- | ----- | ---- | ----- |
| Obyvatelé                                              | 912  | 1 028 | 1 007 | 1 061 | 1 134 | 1 152 | 1 120 | 979  | 990  | 1 024 | 1 085 | 1 005 | 990  | 1 151 |
| Domy                                                   | 145  | 156   | 190   | 191   | 203   | 192   | 251   | 274  | 305  | 273   | 293   | 341   | 355  | 359   |
| Data z roku 1961 zahrnují domy místní části Hostěnice. |      |       |       |       |       |       |       |      |      |       |       |       |      |       |

## Pamětihodnosti
- Na jižním okraji městečka stojí brozanská tvrz. Byla postavena na počátku patnáctého století, ale po roce 1559 ji Zikmund Brozanský nechal přestavět v renesančním slohu. Dochovaná podoba pochází z doby po roce 1880, kdy vyhořela a při rekonstrukci byla stržena dvě patra a zakryta sgrafitová výzdoba.[6]
- Renesanční mlýn z konce 16. století
- Kostel svatého Gotharda – původně románský kostel z počátku 13. století byl přestavěn goticky a později renesančně.
- Socha svatého Jana Nepomuckého na podstavci s letopočtem 1726[7]
- Empírový hostinec a fara

## Části obce
- Brozany nad Ohří
- Hostěnice

## Galerie

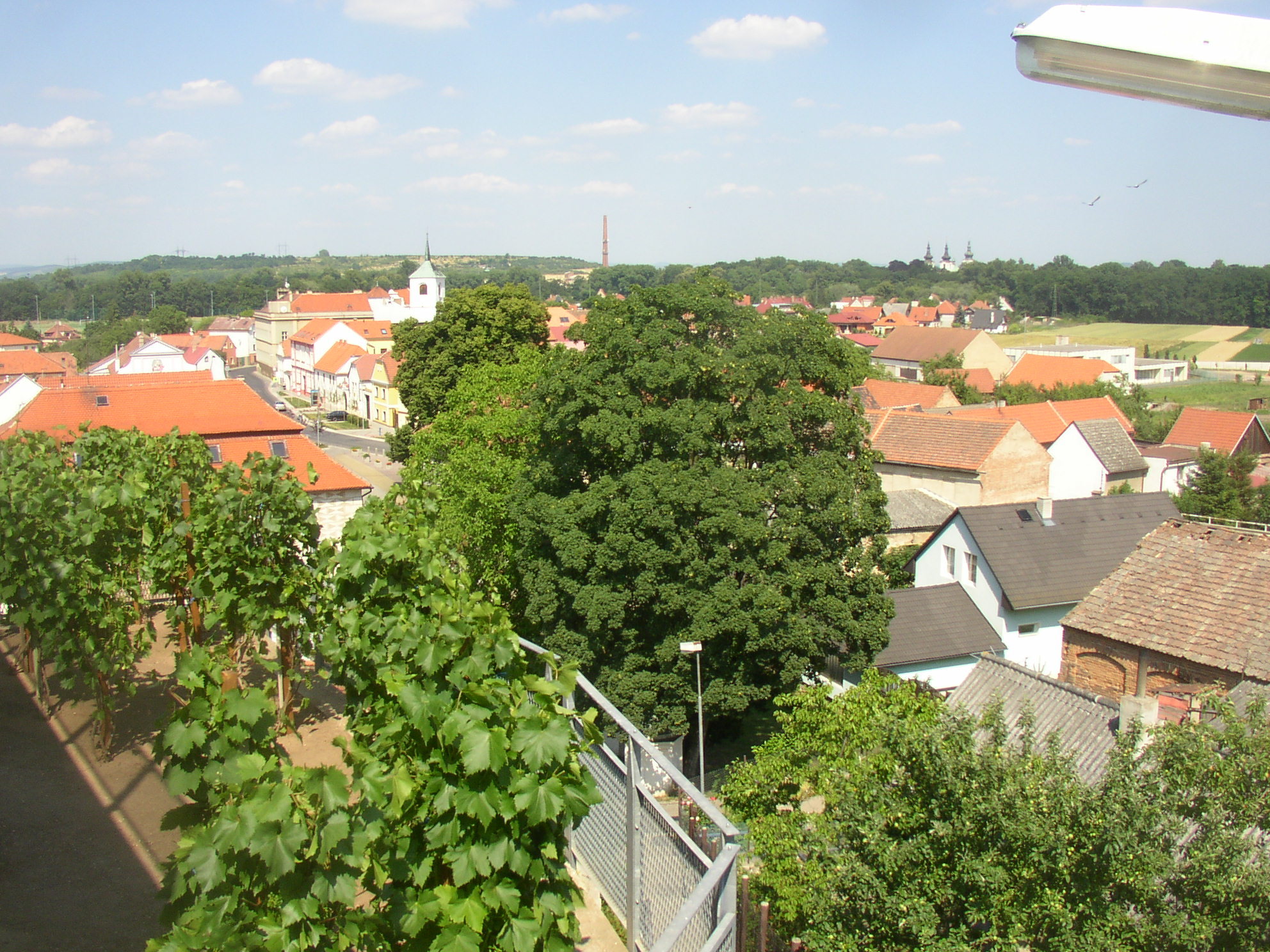
Výhled ze zámecké terasy přes střed Brozan
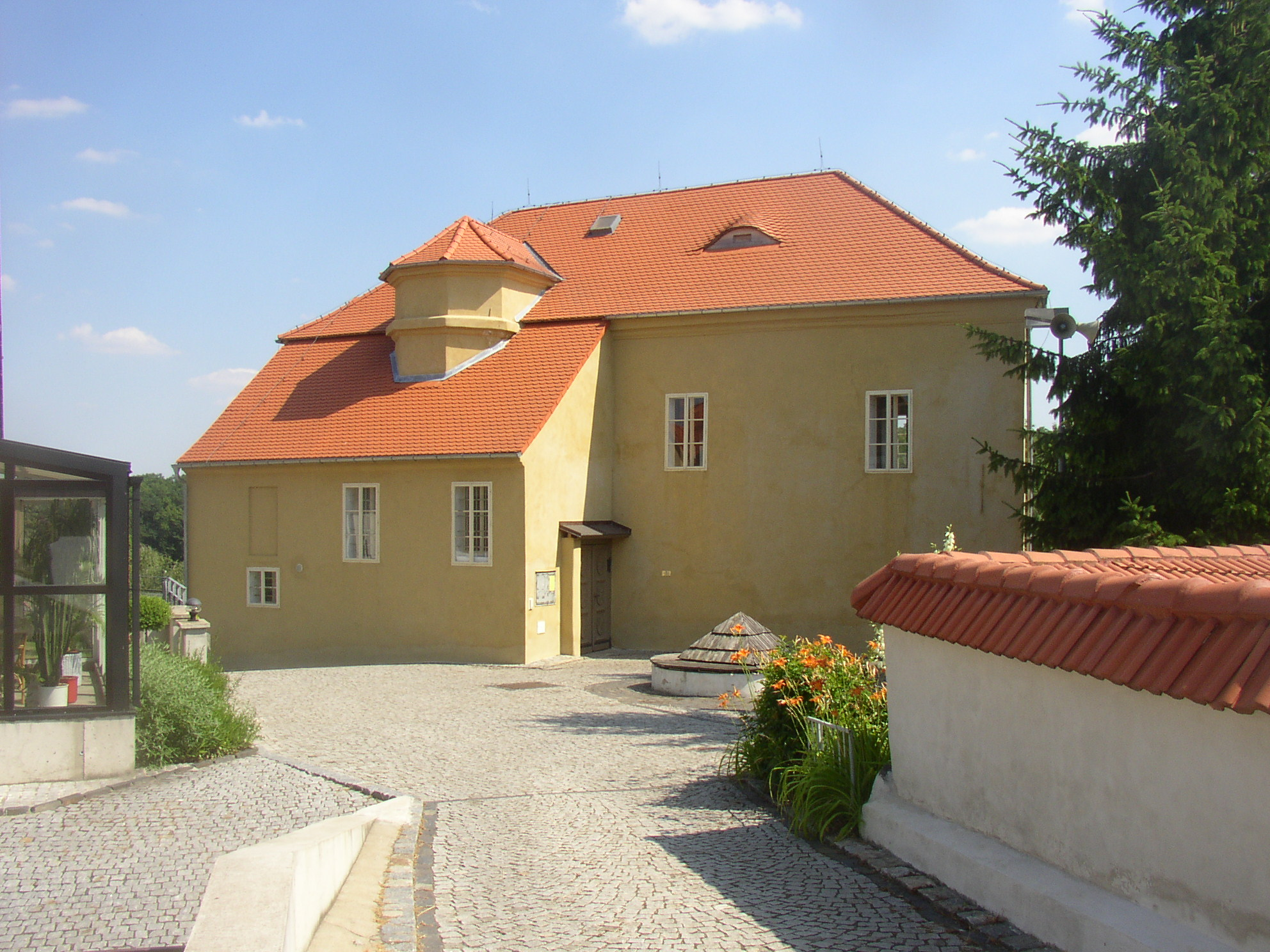
Zámek od severu
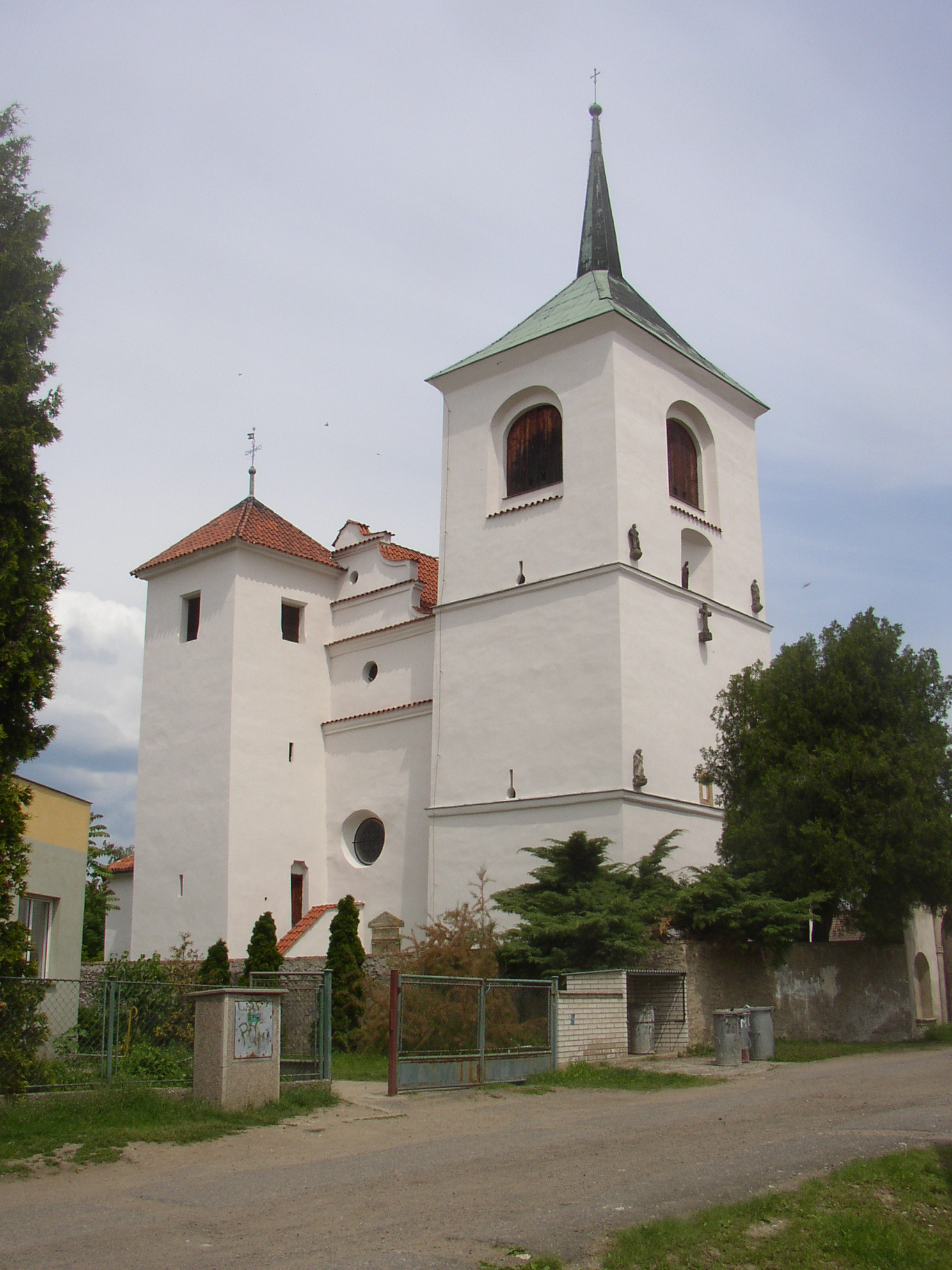
Kostel sv. Gotharda
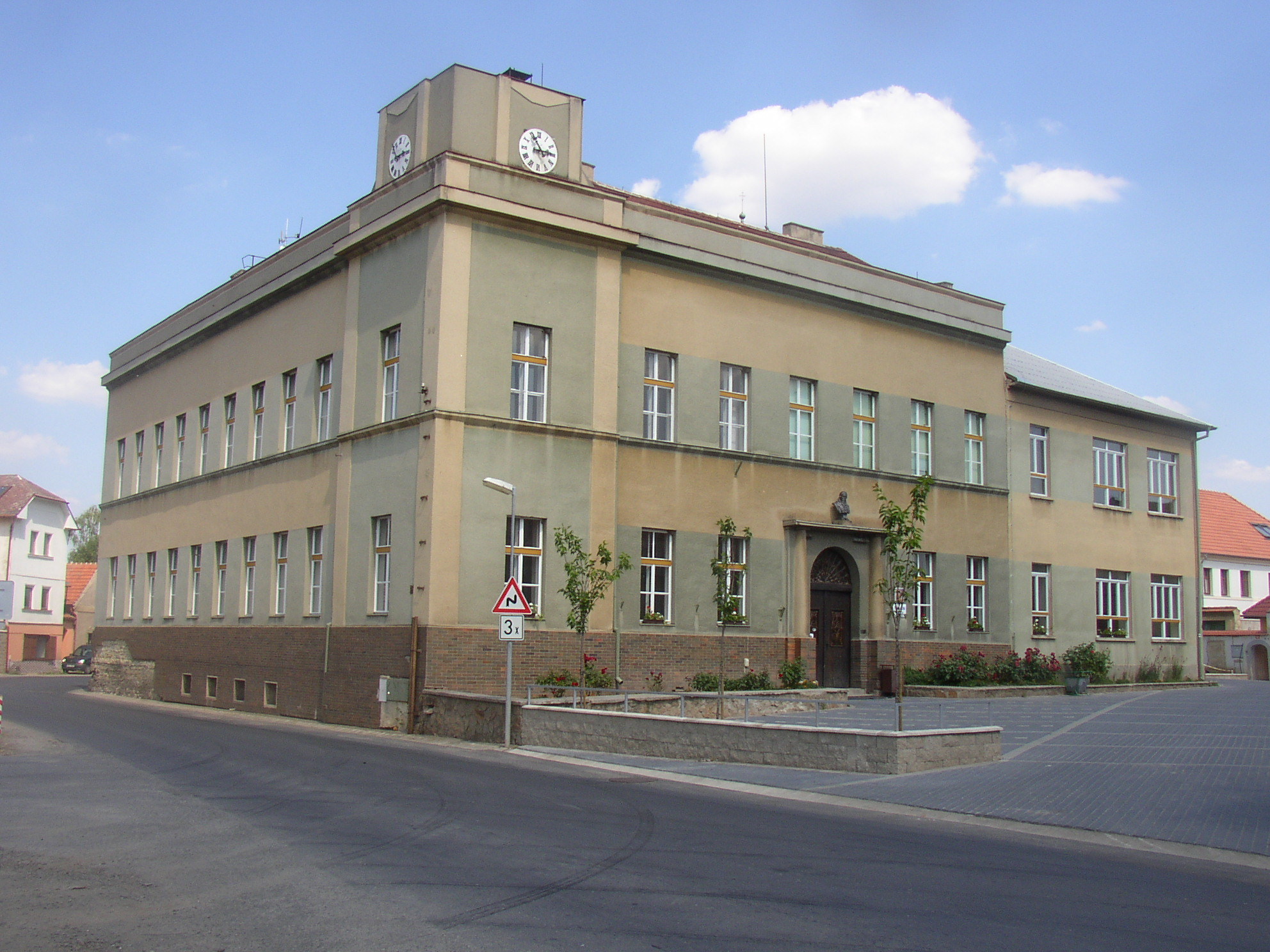
Základní škola
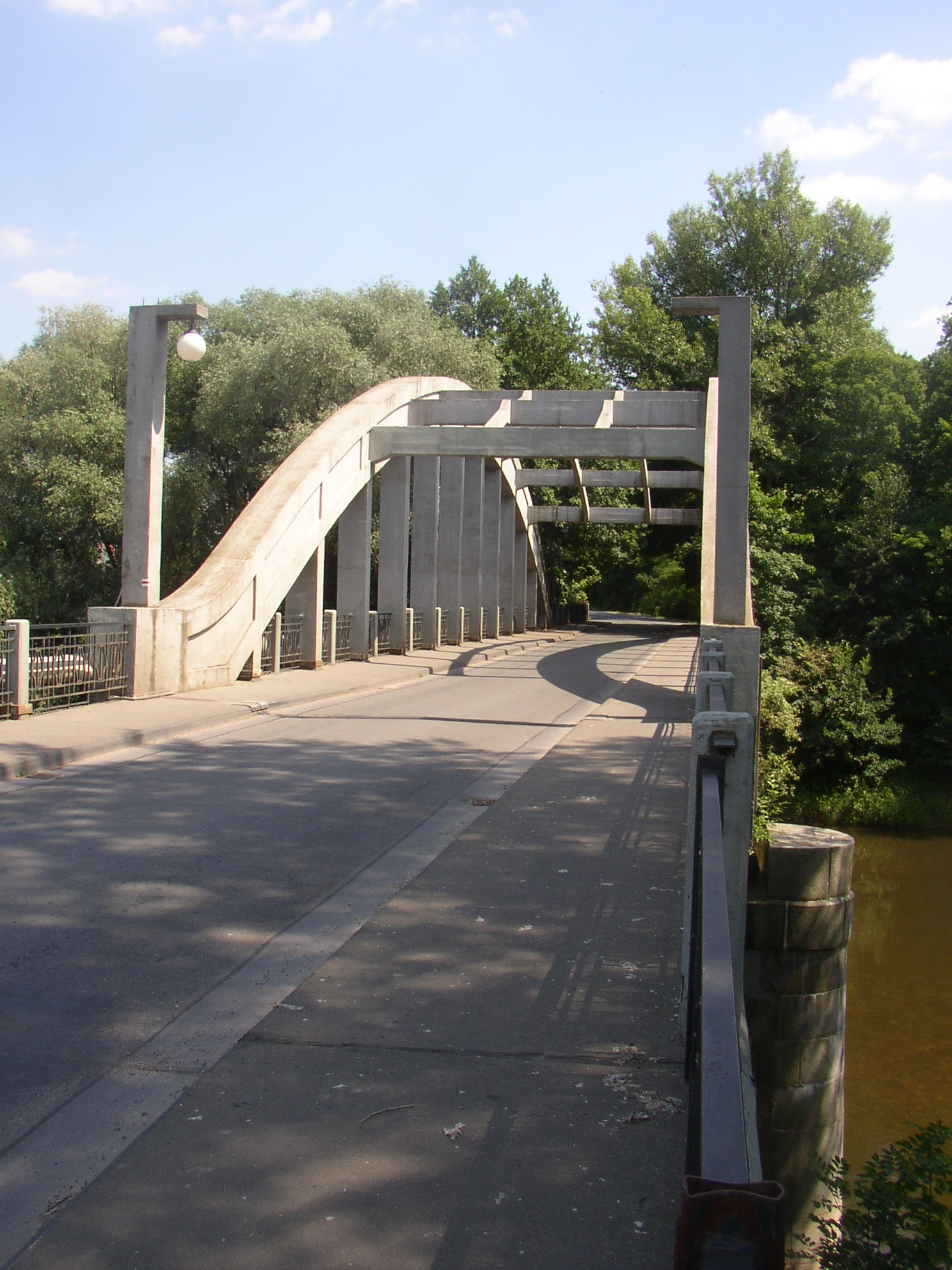
Železobetonový most z roku 1928 přes Ohři spojující Brozany a Doksany